# Масягина, Варвара Геннадьевна
Варвара Геннадьевна Масягина (казах: Варвара Геннадьевна Масягина; родилась 25 августа 1977 года в Алма-Ата) — казахстанская дзюдоистка, выступавшая в женской полутяжелой категории. За свою карьеру выполнила звание Мастер спорта Международного класса,  серебряный призер   Азиатских игр 1998 года в Бангкоке, Таиланде и Азиатском чемпионате по дзюдо 2003 года в Чеджу, Южная Корея, бронзовый призер Чемпионата Азии 2004 г. Алматы Казахстан. Завоевала путевку  и представляла Казахстан на летних Олимпийских играх 2004 года.
Варвара Масягина многократная Чемпионка  различных Международных турниров по дзюдо. Судья Международного класса (International).
В настоящее время воспитывает трёх сыновей: старшего Нуждина Алексея (2010 года рождения)среднего Нуждина Ивана (2015 года рождения) и младшего Нуждина Михаила(2020).Состоит в браке с Нуждиным Сергеем с 2009 года.